# Ченге (филм, 1972)
„Полицай“ (на френски: Un flic) е френско-италианска криминална филмова драма, излязла по екраните през 1972 година. Филмът е режисиран от Жан-Пиер Мелвил, който е автор и на сценария. Главните роли се изпълняват от Ален Делон, Ричард Крена и Катрин Деньов.

## Сюжет
В малкото градче Сен-Жан-де-Мон е извършен обир на банка, един от бандитите е ранен. Разследването е възложено на комисар Колман. Той е уверен в себе си, познава престъпния свят във Франция, но става ясно, че той съвсем не познава тези, които счита за приятели. Откраднатите пари, са предназначени за организацията на друга, по-голяма сделка – кражба на партида хероин от куриера на наркодилърите. Хитър план, виртуозно изпълнение, но плановете се рушат и всеки върви по своята съдба.

## В ролите
| Актьор         | Роля          |
| -------------- | ------------- |
| Ален Делон     | Едуар Колман  |
| Ричард Крена   | Симон         |
| Катрин Деньов  | Кети          |
| Рикардо Кучола | Пол Вебер     |
| Майкъл Конрад  | Луи Коста     |
| Пол Кроше      | Моран         |
| Симон Валер    | жената на Пол |
| Андре Пус      | Марк Албоа    |